# Gary Wright
Gary Wright (Cresskill, 26 aprile 1943 – Palos Verdes Estates, 4 settembre 2023) è stato un cantante, tastierista e attore statunitense, noto come uno dei membri fondatori del gruppo Spooky Tooth.
Ebbe anche successo come solista negli anni settanta, a partire dall'album Dream Weaver.

## Biografia

### Primi anni
Nato in un piccolo villaggio nei pressi di Cresskill, fratello di Danny Wright, fece il suo debutto televisivo all'età di sette anni, nello show Captain Video and His Video Rangers, girato a New York. Apparve in spot televisivi e radiofonici prima che gli venisse offerta una parte nella produzione di Broadway del 1954 del musical Fanny. Wright interpretò il ruolo di Cesario, il figlio di Fanny,  interpretato da Florence Henderson. Trascorse due anni con la produzione, durante i quali si esibì anche al The Ed Sullivan Show.
Dopo aver studiato pianoforte e organo, Wright guidò varie rock band locali mentre frequentava la Tenafly High School. Vedendo la musica come una scelta di carriera "troppo instabile", come disse in seguito, Wright si ripropose di diventare un medico studiando al College of William & Mary in Virginia e alla New York University prima di frequentare il Downstate Medical College per un anno.

### Gli Spooky Tooth
Il noto produttore Chris Blackwell invitò Wright a Londra, dove si unì al cantante e pianista inglese Mike Harrison e al batterista Mike Kellie nella loro band Art (ex VIP). Il gruppo cambiò presto il suo nome in Spooky Tooth,con Wright come cantante principale e suonatore di organo Hammond.  Pur notando la mancanza di un significativo successo commerciale della band nel corso della sua carriera,  la celebre rivista Rolling Stone descrive gli Spooky Tooth come "un caposaldo della scena hard-rock britannica".
Il primo album degli Spooky Tooth fu It's All About, pubblicato su Island nel giugno 1968. Prodotto da Miller, conteneva Sunshine Help Me, composto da Wright, e sei canzoni che scrisse insieme a Miller, Harrison e Luther Grosvenor, il chitarrista della band. L'album Spooky Two, spesso considerato il miglior lavoro della band, seguì nel marzo 1969, con Miller di nuovo produttore. Wright compose o co-compose sette delle otto canzoni dell'album, tra cui That Was Only Yesterday, che vendette bene in America ma, come It's All About, non riuscì a piazzarsi nella classifica dei 40 migliori album del Regno Unito.
A causa di disaccordi con gli altri membri, lasciò il gruppo nel gennaio del 1970.

### La carriera solista
Nel 1970 pubblicò il suo primo album solista, Extraction, ma solo con il suo terzo album, Dream Weaver  raggiunse la grande fama.

### Le collaborazioni
Attraverso il noto produttore Klaus Voormann, Wright fu invitato a suonare il pianoforte nel triplo album del 1970 dell'ex Beatle George Harrison All Things Must Pass. Wright fu il principale tastierista dell'album, insieme all'ex organista dei Delaney & Bonnie Bobby Whitlock.
Wright suonò in tutti i successivi album solisti di Harrison durante gli anni settanta,  così come in altre pubblicazioni che l'ex-Beatle produsse per la Apple Records. Questi includevano due singoli di successo dell'ex compagno di band di Harrison, Ringo Starr, nel 1971-72, It Don't Come Easy e Back Off Boogaloo.

### Il secondo album e il prosieguo della carriera solista
Nel febbraio del 1972 pubblicò il suo secondo album come solista, Footprint, che includeva cover di Henry Nillson e di B.B. King, con i quali aveva precedentemente collaborato. Partecipò inoltre all'album di Jerry Lee Lewis The sessions.
Nel 1974, dopo lo scarso successo del suo terzo album, decide di riunirsi agli Spooky Tooth, che si sciolsero l'anno seguente, a causa dei continui disaccordi interni; tuttavia un nuovo album, The Mirror, venne pubblicato con questa nuova formazione.
Interrotta la collaborazione con il suo manager dell'epoca, Ken Scott, Wright contattò Dee Anthony, che lo fece entrare nella Warner Bros. Records. Con questa nuova casa discografica Wright pubblicò l'album Dream Weaver,  nel luglio del 1975. Questo suo nuovo lavoro ebbe inizialmente una scarsa ricezione, fino al mese di novembre, quando la title track venne pubblicata come singolo; la canzone infatti raggiunse la prima posizione nella classifica statunitense, nonché in quella tedesca e in quella norvegese.
Trascinato da questo brano, l'album salì fino al numero 7 della Billboard 200 e fu certificato doppio disco di platino. Love Is Alive, originariamente il singolo principale dell'album, raggiunse poi il numero 2 della Hot 100, mentre Made to Love You raggiunse la posizione numero 79.
Dopo l'uscita dell'album, Wright fece un lungo tour con una band composta da tre tastieristi e un batterista.  Sua sorella Lorna, anch'essa cantante professionista, si unì alla band del tour come corista. Sovvenzionato dai produttori di sintetizzatori Moog e Oberheim,  Wright divenne uno dei primi musicisti ad esibirsi con una tastiera portatile, nello stile di Edgar Winter. Shawn Perry di vintagerock.com attribuisce a Wright il merito di essere "responsabile dell'emergere del sintetizzatore come strumento mainstream come Keith Emerson Rick Wakeman".
Tra le sue esibizioni dal vivo nel 1976, Wright condivise il cartellone con gli Yes e Peter Frampton al concerto del bicentenario degli Stati Uniti tenutosi al JFK Stadium di Filadelfia, suonando davanti a una folla stimata in 120.000 persone.
Nel 1977 pubblicò The Lights of Smiles. l'album includeva "I Am the Sky", per il quale Wright diede un credito di songwriting al defunto guru indiano Paramahansa Yogananda.  La poesia di quest'ultimo The Light of Smiles, tratta dal suo libro Metaphysical Meditations, apparve sulla copertina interna del nuovo album di Wright. Wright aveva riconosciuto il guru come sua ispirazione per il titolo di The Dream Weaver, e in seguito disse dell'Autobiografia di uno Yogi di Yogananda: "È un libro fantastico e non vorrai metterlo giù quando inizierai a leggerlo. Addirittura, non da un punto di vista spirituale, ma come pezzo di letteratura, è un classico totale".

### Gli anni novanta
Dopo aver dedicato molto del suo tempo durante gli anni 1990 alla sua famiglia, Wright ripresee una carriera musicale più attiva, a partire dalla reunion degli Spooky Tooth del 2004.  Il loro album e DVD Nomad Poets Live in Germany (2007) vide la partecipazione di Wright, Mike Harrison e Kellie della formazione originale della band. Il lavoro passato di Wright continuò a ispirare brani rap e dance nel 21 ° secolo; campioni di "Heartbeat" appaiono in canzoni di Jay-Z e Diam, mentre Topmodelz reinterpetò la canzone nel 2007. Altri artisti che hanno utilizzato campioni dalle registrazioni di Wright del 1975-81 furono Dilated Peoples, Atmosphere, Infamous Mobb, T.I. e Armand Van Helden, 
l'ultimo dei quali ha incorporato parte di "Comin' Apart" (da The Right Place) nella sua hit del 2004 "My My My". Inoltre, Eminem ha usato alcune  "interpolazioni" da Self Seeking Man degli Spooky Tooth nella sua canzone Spend Some Time (pubblicata su Encore nel 2004).
Nell'estate del 2008, Wright si unì a Ringo Starr & His All-Starr Band per un tour nordamericano, con Edgar Winter anche nella formazione.  L'album e DVD Live at the Greek Theatre 2008 (2010) della All-Starr Band includeva l'esecuzione di Wright di Dream Weaver. Wright in seguito descrisse il tour come "molto divertente" e "una grande spinta" per la sua carriera. In quel decennio pubblicò anche due album,  First Signs of Life, nel 1995, e Human Love, nel 1999.

### Gli anni duemila
Alcune pubblicazioni soliste di Wright seguirono alla fine del 2008, incluso l'album new-age Waiting to Catch the Light. Una raccolta di brani strumentali di "diversi anni" prima, lo descrisse come "un album di musica atmosferica, ambient", eseguito su "sintetizzatori analogici vintage ... tutto [registrato] su nastro analogico". Pubblicato anche dalla Larkio, l'etichetta discografica di Wright, l'EP The Light of a Million Suns consisteva di brani inediti dei suoi precedenti progetti discografici, insieme a una nuova versione di Love Is Alive, cantata da suo figlio Dorian.

### Ultimo periodo e ritiro dalle scene
Come tributo postumo al suo amico George Harrison, la Deluxe Digital Edition di Connected includeva Never Give Up",che lui e Harrison avevano registrato nel 1989, mentre la versione iTunes aggiungeva To Discover Yourself, una canzone che i due musicisti avevano scritto insieme nel 1971. Wright registrò quest'ultima canzone il giorno stesso della morte di Harrison, avvenuta nel novembre 2001.
Nel 2010 e nel 2011, Wright fu nuovamente in tour con Ringo Starr & His All-Starr Band.  Dopo un tour dell'estate 2011 in Europa con Starr, Wright partecipò al tour statunitense dell'Hippiefest con artisti come Felix Cavaliere, Mark Farner, Dave Mason e Rick Derringer, per poi tornare in Europa per spettacoli con la sua band alla fine di quell'anno. Dopo la pubblicazione dell'album Connected e un mini tour promozionale, Wright annunciò il suo ritiro definitivo dalle scene.

### Morte
Nel 2014 gli venne diagnosticata la malattia di Parkinson. Wright è morto nel settembre del 2023, per le complicazioni della patologia neurodegenerativa.

## Vita privata
Si sposò due volte ed ebbe due figli maschi, Dorian e Justin.

## Discografia

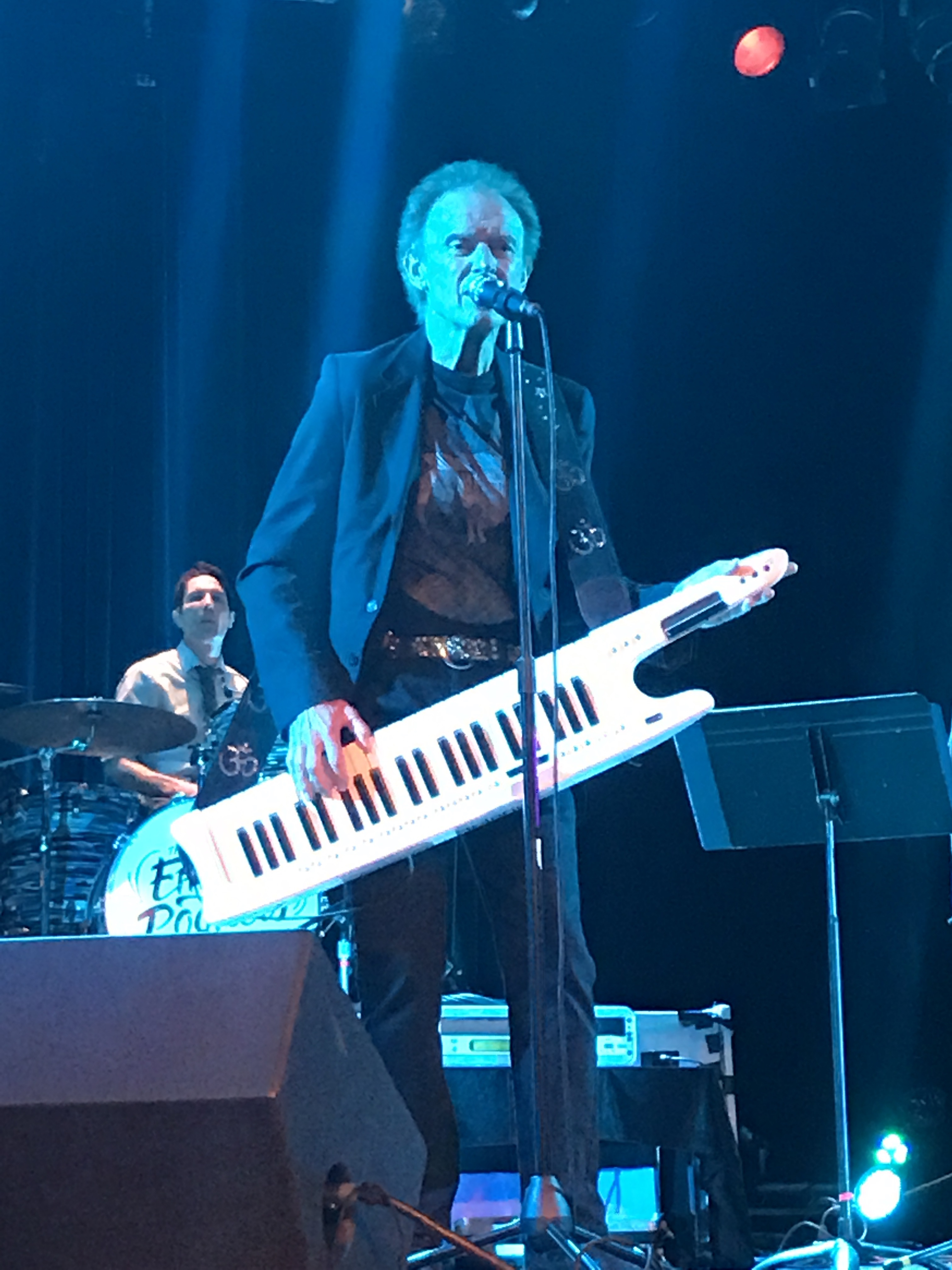
Gary Wright in concerto nel 2007 a San Diego

### Solista
- 1970 - Extractions
- 1971 - Footprint
- 1972 - Benjamin
- 1975 - Dream Weaver
- 1977 - The Light of Smiles
- 1978 - Touch and Gone
- 1979 - Headin' Home
- 1981 - The Right Place
- 1988 - Who I Am
- 1995 - First Signs of Life
- 1999 - Human Love
- 2008 - Waiting to Catch the Light
- 2011 - Connected

### Con gli Spooky Tooth
- 1968 - It's All About
- 1969 - Spooky Two
- 1969 - Ceremony

### Colonne sonore
- L'esperimento, regia di Alan Rudolph (1982)
- Vacanze sulla neve, regia di Willy Bogner (1986)

### Collaborazioni
- 1970 - All Things Must Pass - George Harrison
- 1970 - Magician - Henry Clate
- 1971 - In London - B.B. King
- 1971 - Nilsson Schmilsson - Harry Nilsson
- 1972 - David Clayton Thomas - David Clayton Thomas
- 1973 - Insolitudes - Johnny Hallyday
- 1973 - Living in the Material World - George Harrison
- 1973 - Ringo - Ringo Starr
- 1974 - Dark Horse - George Harrison
- 1974 - Goodnight Vienna - Ringo Starr
- 1975 - Extra Texture - George Harrison
- 1975 - The Great Fasby - Leslie West
- 1978 - Circle of Love - Lorna White
- 1979 - George Harrison - George Harrison
- 1984 - Why not Me? - The Judds
- 1985 - Rock and Roll Attitudes - Johnny Hallyday
- 1987 - Cloud Nine - George Harrison
- 1988 - Oh Yeah - Hall & Oates
- 1989 - A Night to Remember - Cyndi Lauper
- 1992 - Draped - Chris Brender

## Filmografia
- Fanny, regia di Joshua Logan (1961)
- L'attimo della violenza, regia di Anthony Asquith (1962)
- Smania di vita, regia di Walter Grauman (1965)
- Sgt. Pepper's Lonely Hearts Club Band, regia di Michael Schultz (1978)
- Benjamin, regia di Willy Bogner (1972)
- L'esperimento, regia di Alan Rudolph (1982)
- Vacanze sulla neve, regia di Willy Bogner (1986)